# Навозник ивовый
Наво́зник и́вовый (лат. Coprinellus truncorum) — гриб из рода Coprinellus (см. Coprinus). 
Синонимы:
- Agaricus aquosus Huds. 1778
- Agaricus succineus Batsch 1783
- Agaricus truncorum Scop. 1770basionym
- Coprinus truncorum (Scop.) Fr. 1838

## Описание
Шляпка яйцевидная, беловато-палевая, с белым налетом, более морщинистая, чем у навозника мерцающего. Край шляпки рубчатый, с возрастом часто расщепляется. Пластинки нежные, свободные, белые, с возрастом коричневеют до почти черных. Ножка длинная, беловатая, обычно полая, на основании часто сохраняются остатки покрывала. Мякоть нежная, беловатая, без определенного вкуса и запаха. Споровый порошок черный.

## Сходные виды
Другие навозники.